# Trogon emmascarat
El trogon emmascarat (Trogon personatus) és una espècie d'ocell de la família dels trogònids (Trogonidae) que habita la selva humida de les muntanyes de Colòmbia i oest de Veneçuela i, cap al sud, a través dels Andes de Colòmbia, Equador i el Perú fins al centre de Bolívia, i des del sud de Veneçuela cap a l'est fins a l'oest de Guyana.